# Kiarov
Kiarov (in ungherese Ipolykér) è un comune della Slovacchia facente parte del distretto di Veľký Krtíš, nella regione di Banská Bystrica.